# William Segerdahl
William Samuel Segerdahl, född 10 juni 2002 i Vänersborg, är en svensk artist och en av deltagarna i Idol 2018. I semifinalen den 30 november 2018 slutade han där på en delad tredjeplats ihop med Bragi Bergsson.
Segerdahl gav 2017 ut låtarna "U-Turn" och "Trying" tillsammans med Jonathan Bergenwall och Linus Thorsell, och 2018 låtarna "Street in December" och "Yesterday" tillsammans med Jonathan Bergenwall.

## Diskografi

### Singlar
- 2019 – Problem
- 2019 – Tåg
- 2019 – Dansgolv
- 2019 – Ingenting jag säger hjälper nu
- 2020 – Det Kanske Inte är Så Farligt?
- 2020 – Aldrig
- 2020 – FRI
- 2020 – Stanna kvar hos mig
- 2020 – Used to be love, tillsammans med John De Sohn.
- 2020 – Blyga pojkar
- 2021 – Utan mig, tillsammans med Malin Christin.
- 2021 – Fall for you, tillsammans med Hogland.
- 2022 – DÖ FÖR
- 2022 – När vinden blåser kallt, tillsammans med Albin Johnsén.
- 2022 – När vinden blåser kallt (akustiks version), tillsammans med Albin Johnsén.

## Låtar
- 2019 – Tåg (skriven tillsammans med Arvid Nyberg)
- 2019 – Dansgolv (skriven tillsammans med Arvid Nyberg)
- 2019 – Problem (skriven tillsammans med Erik Johansson och Arvid Nyberg).
- 2019 – Ingenting jag säger hjälper nu (skriven tillsammans med Arvid Nyberg, Bernie Taupin och Elton John).
- 2020 – Stanna kvar hos mig (skriven tillsammans med Arvid Nyberg).
- 2020 – Aldrig (skriven tillsammans med Arvid Nyberg).
- 2020 – Used to Be Love (skriven tillsammans med Andreas Moe, Björn Johnsson, Michael McEach och PRETTY YOUNG).
- 2020 – Fri (skriven tillsammans med Arvid Nyberg och Carl-Philip Ström).
- 2020 – Det Kanske Inte är Så Farligt? (skriven tillsammans med Martin Tjärnberg, Jimmy Jansson och Fredrik Sonefors).
- 2020 – Blyga Pojkar (skriven tillsammans med Adrian Enegård, Anders Gukko och Hanna Ferm).
- 2021 – Utan mig (skriven tillsammans med Malin Christin och Mattias Andréasson).
- 2021 – Fall For You (skriven tillsammans med Philip Strand, Pontus Söderman och Hogland).
- 2022 – Timeless (skriven tillsammans med Matilda Thomsom, Van Del Prete, Martin Tjärnberg, Sangyeon, Hyunjae, NEW och Q).
- 2022 – DÖ FÖR (skriven tillsammans med Adrian Enegård och Joel Gunnarsson).

- Förlåt
- Jag vill ha dig
- När vinden blåser kallt
- Better Place
- Dreams Come True
- Where You Are (Sávezan)
- Kommer aldrig vara vi
- VINNARE